# Ondřej Neff
Ondřej Neff, alias Aston (* 26. června 1945 Praha), je český spisovatel science fiction a novinář, vydavatel internetových deníků Neviditelný pes (založen na jaře 1996, od podzimu 2005 součástí webu Lidovky.cz) a DigiNeff (o digitálním fotografování, 1999–2021).

## Život
Jeho otcem byl spisovatel Vladimír Neff. První manželkou Ondřeje Neffa byla Michaela, roz. Šprachtová, s ní se oženil roku 1969. Ta však 7. srpna 2002 zemřela na rakovinu. Od podzimu 2003 žije Ondřej Neff s herečkou Ljubou Krbovou, s ní se roku 2005 přestěhoval do obce Zvole u Prahy. Dne 22. srpna 2008 se s Ljubou Krbovou oženil.
S první manželkou měl Neff dvě děti, a to syna Davida, narozeného v roce 1970, ten působí jako fotograf deníku Mladá fronta DNES, a dále dceru Irenu, narozenou v roce 1979, již 23. února 2008 zavraždil její manžel.
Neff roku 1969 vystudoval Fakultu sociálních věd a publicistiky  Univerzity Karlovy v Praze a rok nato získal titul PhDr. Mezitím již působil jako redaktor Československého rozhlasu a podílel se na vysílání i v osudný den okupace Československa sovětskými vojsky. V letech 1970–1974 pracoval v propagaci nakladatelství Albatros, v letech 1974–1975 v propagaci obchodního domu Kotva, v letech 1975–1979 na pozici fotografa v Ústředí lidové umělecké výroby a mezi lety 1979 a 1985 jako redaktor deníku Mladá fronta. Po krátké přestávce, kdy byl na volné noze, nastoupil od října 1987 coby redaktor týdeníku Svazu českých spisovatelů Kmen, jímž byl až do roku 1989 (časopis Kmen se roku 1988 osamostatnil od kulturně-politického týdeníku Tvorba). V letech 1990–1993 působil jako šéfredaktor časopisu Ikarie a mezi roky 1990 a 1994 byl redaktorem deníku Mladá fronta DNES. V letech 1995–1996 spolu s Vojtěchem Steklačem, Vladimírem Kovaříkem, Miroslavem Vaicem a Oldřichem Dudkem psal pro TV Nova scénáře k prvnímu českému sitcomu Nováci. Je jedním ze zakladatelů Institutu digitální fotografie a veletrhu Digiforum.
Společně s Jaroslavem Olšou jr. sestavil Encyklopedii literatury science fiction (nakladatelství AFSF a H&H, 1995).

## Působení na internetu
Na konci listopadu 1998 stál s Patrickem Zandlem a Ivem Lukačovičem u zrodu protestní akce Internet proti monopolu (známé též jako Bojkot) proti zdražení vytáčeného přístupu k Internetu tehdejším SPT Telecom. Díky velké mediální odezvě a demonstraci dvou tisíc lidí před sídlem společnosti přistoupil Telecom na jednání, jehož výsledkem byl tarif Internet 99 a později i jeho modernizace Internet 2000.

### Science fiction
- 1984 – Jádro pudla (román pro mládež v edici Karavana, 2. vydání 2006), první svazek cyklu Pán modrého meče.
- 1985 – Vejce naruby (povídky, reed. 1998).
- 1987 – Čtvrtý den až navěky (povídky)
- 1988 – Měsíc mého života (román, reed. 1999 a 2007), první svazek cyklu Arkádie
- 1988 – Pán modrého meče („jedenapůltý“ díl Jádra pudla, časopisecky Sedmička pionýrů, 2. vydání 2007), druhý svazek cyklu Pán modrého meče
- 1989 – Pole šťastných náhod („počítačové romaneto“)
- 1989 – Čarodějův učeň (román pro mládež v edici Karavana, 2. vydání 2007), třetí svazek cyklu Pán modrého meče
- 1990 – Zepelín na Měsíci (povídky; 1. vyd. Praha: Českosl. spisovatel, ISBN 80-202-0164-5); 2. vyd. viz níže, 2010.
- 1991 – Vesmír je dost nekonečný (povídky)
- 1991 – Gooka a dračí lidé (jen spoluautor, kniha vyšla pod pseudonymem, hlavní spoluautor Vlado Ríša)
- 1991 – Šídlo v pytli (román pro mládež v edici Karavana, 2. vydání 2007), čtvrtý svazek cyklu Pán modrého meče
- 1992–1995 – Milénium (trilogie), souborně v jednom svazku roku 2001
  1. Země ohrožená (1992, znovu 2007),
  2. Země bojující (1994, znovu 2007),
  3. Země vítězná (1995, znovu 2007).
- 1997 – Reparátor, nezařazený svazek cyklu Arkádie
- 1998 – Bůh s. r. o. (povídky)
- 1998 – Tma (znovu 1999, cena Akademie science fiction, fantasy a hororu 1999)
- 2003 – Pravda o pekle (povídky)
- 2003 – Tma 2.0 (znovu vydání 2007 pod původním názvem Tma)
- 2004 – Dvorana zvrhlosti („nejlepší povídky klasika české sci-fi“, Mladá fronta, ISBN 80-204-1534-3)
- 2006 – Rock mého života (Mladá fronta), druhý svazek cyklu Arkádie
- 2007 –  Pán modrého meče
- 2007 – Tušení podrazu (Albatros, ISBN 978-80-00-01942-0)
- 2007 – Agent JFK 10: Jezuzalémský masakr motorovou pilou
- 2009 –  Celebrity (román)
- 2009 – Hvězda mého života, Albatros, třetí svazek cyklu Arkádie, přepracováno 2023
- 2010 – Zepelín na Měsíci (povídky; 2. rozšířené vyd. Praha: Plus. ISBN 978-80-259-0064-2).
- 2011 – Rekvalifikační kurs, Plus, černá komedie s groteskními prvky zabývající se kontroverzním tématem trestu smrti.
- 2014 – Pán vzduchu : první kniha trilogie Tajemství pěti světadílů. Praha: Albatros. ISBN 978-80-00-03131-6. Ilustroval Milan Fibiger.
- 2015 – Pán země : druhá kniha trilogie Tajemství pěti světadílů. Praha: Albatros. ISBN 978-80-00-03864-3. Ilustroval Lubomír Kupčík.
- 2015 – Pán moří : třetí kniha trilogie Tajemství pěti světadílů. Praha: Albatros. ISBN 978-80-00-03927-5. Ilustroval Petr Kopl.
- 2019 – 3 kroky do tmy. Backend stories (Škoda IT), ISBN 978-80-88309-12-3.
- 2020 – Barbora a Zlatý robot (2020, sci-fi román pro mládež, il. Karel Jerie)
- 2021 – Ultimus (román, il. Karel Jerie. část Cesta sněžné smrti byla napsaná od roku 1985)
- 2022 – Operace Armagedon, pátý svazek cyklu Pán modrého meče.
- 2022 – Hu! Povídky dědka Čucháka (sedm próz, jádrem povídky Laický pozorovatel je jedna z původních verzí románu Ultimus)
- 2023 – Ostrov nesmrtelných (2023, román, il. Karel Jerie)
- 2024 – Zlatý pomeranč (2024, román, il. Karel Jerie)

### Převyprávění dělJulese Vernea
- 2008 – 20 000 mil pod mořem, nakladatelství Albatros
- 2008 – Patnáctiletý kapitán, nakladatelství Albatros
- 2009 – Tajuplný ostrov, nakladatelství Albatros
- 2009 – Pět neděl v balónu, nakladatelství Albatros
- 2010 – Nový hrabě Monte Christo, nakladatelství Albatros
- 2011 – Dva roky prázdnin, nakladatelství Albatros
- 2011 – Zemí šelem, nakladatelství Albatros
- 2012 – Děti kapitána Granta, nakladatelství Albatros
- 2022 – Ocelové město, nakladatelství Albatros
- 2023 – Vynález zkázy, nakladatelství Albatros

### Účast v povídkových sbírkách (výběr)
- 1983 – Lidé ze souhvězdí Lva
- 1983 – Železo přichází z hvězd
- 1984 – Hvězdy v trávě
- 1985 – Návrat na planetu Zemi
- 1986 – Teď už budeme lidé
- 1987 – Lásky pozemské
- 1989 – Přistání na Řípu
- 1989 – Skandál v divadle snů
- 1989 – Roboti a androidi
- 1990 – Lety zakázanou rychlostí
- 1993 – Let na Měsíc pojednaný jako sbírka povídek českých autorů
- 1993 – To nejlepší ze science fiction – první reprezentativní ročenka
- 1993 – Makropulos speciál
- 1994 – Description of a Struggle (Londýn)
- 1996 – Hvězdný prach
- 1997 – Invaze
- 1997 – Nej… povídky z Playboye I
- 1998 – Nej… povídky z Playboye II
- 1998 – Cizinec
- 1998 – Rigor Mortis
- 2000 – Neberte mi naději
- 2003 – Anděl posledního soudu
- 2005 – Zabij mě líp
- 2006 – Orbitální šerloci
- 2007 – Imperium Bohemorum – Fantastické dějiny zemí Koruny české
- 2008 – The SFWA European Hall of Fame
- 2008 –  Schůzky s tajemstvím
- 2009 – Svůj svět si musíme zasloužit
- 2009 – Roboti a lidi
- 2010 – Hvězdy české sci-fi
- 2010 –  Zabij / zachraň svého mimozemšťana
- 2011 –  Tajemství stržené masky
- 2013 –  Závrať
- 2014 –  Klenoty české fantasy
- 2016 –  Praha noir
- 2018 –  Space opera 2018
- 2020 –  Robot 100
- 2021 –  Tenkrát o Vánocích
- 2022 –  Dnes ještě ne
- 2022 –  Jestli vůbec někdy
- 2022 –  Zákon genu
- 2023 –  Fontána strachu
- 2023 –  Krev, monstra a cukroví
- 2023 –  Po stopách zločinů
- 2024 –  Trosky Země

### Faktografická díla
- 1978 – Podivuhodný svět Julese Verna (monografie o Julesi Vernovi a jeho díle); přepracované vydání Jules Verne a jeho svět (Mladá fronta 2005)
- 1981 – Něco je jinak (dějiny české sci-fi)
- 1985 – Tři eseje o české sci-fi
- 1987 – Všechno je jinak (dějiny světové sci-fi – zatajený spoluautor Alexandr Kramer)
- 1993 –  Kniha Frenesis (il. Martin Zhouf
- 1999 – Jak blufovat o sci-fi
- 1995 – Encyklopedie literatury science fiction (spolu s Jaroslavem Olšou, jr.)
- 1995, 1996, 1997, 1998, 1999 – Klon (sborníky článků, přednášek a povídek)

### Scénáře ke komiksůmKáji Saudka
- 1988 – Arnal a dva dračí zuby (Česká speleologická společnost)
- 1990 – Štěstí, Slavkovská romance, Příhoda na mostě (ČSS)
- 1992 – Silvestrovský speciál (NEI Report)
- 1993 – Noc upírů (NEI Report)
- 2000 – Podivné pohádky (obsahuje komiksové pohádky Šípková Růženka, Perníková chaloupka, Návrat domů)

### Rozhlasové hry
vesměs SF; většinou vycházejí z jeho povídek nebo tak byly následně publikovány
- 1984 – Portonský dryák
- 1985 – Počkej, Hektore
- 1986 – Velká solární[8]
- 1988 – Ano, jsem robot (Prix Bohemia 1989)
- 1991 – Havárie Drakkaru

### Dramatizace
- 1990 – Zvíře z hvězd (Robert A. Heinlein, román pro mládež The Star Beast vydaný česky 1996 jako Hvězdný Lummox)
- 1996 – Válka světů (Herbert George Wells)

#### Verneovky
- 1988 – Michal Strogov aneb Carův kurýr
- 1991 – Honba za meteorem
- 1986 – Cesta kolem světa za 80 dní
- 1995 – 20 000 mil pod mořem (5 dílů)
- 1996 – Vynález zkázy (2 díly)

### Překlady
- William Gibson: Neuromancer (Laser 1994), Johnny Mnemonic (Ikarie 10/1991)
- George Lucas: Hvězdné války: Z dobrodružství Luka Skywalkera (premiéra 1991)

několik povídek v 80. a počátkem 90. let (mj. od H. P. Lovecrafta)

### Další
- Autorský komiks Pérák (vlastní scénář i kresby).
- V 80. letech autor desítek přednášek zejména o angloamerické SF
- Kratochvilné čtení pro celou rodinu (1981, spoluautor, sestavovatel, il. Vladimír Renčín)
- Autíčka, auta (1982)
- Rytíři (1984, výtvarné zpracování Michal Kudělka)
- Emil Fafek. 40 let fotografem (1985)
- Praha magická (1986, fotografie Andrej Šťastný)
- Dobrodružství na Planetě snů (1988, komiks, výtvarník Petr Poš)
- To je můj případ! (1989, kresby Mirek Barták)
- Čím drží svět pohromadě (1990, spoluautor)
- Učíme se fotografovat (1991)
- Češi a Němci – věční sousedé (1993, spoluautor)
- Encyklopedie fantastického filmu (1994, spoluautor, především hesla o filmech cyklu Star Wars)
- Slovník české literární fantastiky a science fiction (1995, Neff autorem úvodní studie)
- od 1996 do ?? online komiksový strip Bart sám doma v Neviditelném psovi
- Marťan Martínek (1989, výtvarné zpracování Martin Rocman)
- Rozumíme digitálnímu fotoaparátu – CD-ROM (2003)
- Cestování s digitálním fotoaparátem (2003, se spoluautory)
- Zpracovávání dogitálních fotografií + CD (2003 se spoluautory)
- Vybíráme digitální fotoaparát (2003 se spoluautory)
- Tajná kniha o digitální fotografii (aktualizované 4. vydání 2004)
- Fotografujeme s digitálním fotoaparátem II (2004, se spoluautory)
- Neffův průvodce digitální fotografií (2004)
- Interview 4 (2005, kniha Alexandra Kramera, rozhovor s Neffem a dalšími)
- Neffův průvodce digitální fotokomorou (2005)
- Corel Paint Shop Pro polopatě (2006)
- Průvodce paralelními světy (2006, kniha Langera doplněná textem O. Neffa)
- O fejetonu, s fejetonem (2007, spoluautor)
- Objektivy 2007/2008: Přehled (Neff se spoluautory)
- Digitální fotografie polopatě (2009)
- Druhý dech (2010, rozhovor s Neffem a dalšími osobnostmi)
- Katalog 2012 (Neffův úvod k výtvarnému katalogu Galerie Nemesis)
- Děsivé radosti (2015, námět a komentář ke komiksům Michala Suchánka podle Neffových povídek Jitro pro strašnou radost, Nápad za všechny prachy, Konec dobrý, všechno dobré)
- Poklad dobrodružných příběhů. 12 slavných děl dobrodružné literatury v kreslené podobě (2017, Neff je autor všech biografických portrétů a podílel se i scenáristicky)
- Podivuhodný svět Zdeňka Buriana (2018)
- Orwell na steroidech (2020, rozhovor s Neffem a dalšími osobnostmi)
- Dutá Země (kniha Ondřeje Lesáka s předmluvou Ondřeje Neffa)
- Jaroslav Velc – V oblacích (2022, s Ondřejem Müllerem)

## Citáty
| „             | … Wikipedie, nejúžasnější vzdělávací projekt lidských dějin, založený od A do Zet na svobodě… | “ |
| — Ondřej Neff |                                                                                               |   |

## Další záliby
S Ljubou Krbovou u svého domu vytvořili a stále upravuje zahradu v japonském stylu. Oba často cestují po světě a fotografují. Ondřej pravidelně publikuje povídání o svých psech a zahradě na Neviditelném psu v rubrice Best of Hyena.